# FreeMind
FreeMind是一款跨平台的、基于GPL协议的自由软件，用Java編寫，是一個用來繪製思维导图的软件。其产生的文件格式后缀为.mm。可用来做笔记、脑图记录、腦力激盪等。

## 特点
FreeMind 包括了许多特性，其中包括扩展性，快捷的一键展开和关闭节点，快速记录思维，多功能的定义格式和快捷键。
可设置节点文字和背景颜色、形状（叉状/泡状）、自动布局、闪烁节点等。节点可导出，并支持多种格式的导出，如HTML、XHTML、OpenOffice Writer、PNG、JPEG、Applet、Flash、SVG、PDF等。支持多种语言，如中文。

### 扩展性
由于FreeMind使用Java编写，支持使用Python编写的扩展插件。另外文件格式是xml的。

## 缺陷
- 无法多个思维中心点展开（亦有人认为这样是优点可以让人们专心于眼前的事）
- 部分中文输入法无法在FreeMind输入（只是部分, 存在可以正常输入中文的输入法）
- 启动及运行速度较慢（相对一般小型软件而言）

## 版本历史
最新稳定版为：FreeMind 1.0.1（更新于2014年4月12日）

## 外部連結
- FreeMind主網頁（页面存档备份，存于）
- FreeMind的共筆網（页面存档备份，存于）